# GertJan Nijpels
G.J.A.M. (GertJan) Nijpels (Den Helder, 10 juni 1951 – Opmeer, 8 februari 2021) was een Nederlandse bestuurder en politicus van de VVD. Van 15 mei 2005 tot 8 februari 2021 was hij burgemeester van de gemeente Opmeer. Van 15 juni 2004 tot 15 mei 2005 was hij reeds waarnemend burgemeester van deze gemeente. Van 1990 tot 1999 was hij wethouder van de gemeente Den Helder.  

## Biografie
Van 1990 tot 1999 was Nijpels wethouder van Den Helder, vervolgens was hij twee jaar managementconsultant, interim-manager, projectmanager en trainer bij LMI Europe BV en daarna enkele jaren directeur van Holland Stores Group BV. Per 15 juni 2004 werd hij benoemd tot waarnemend burgemeester van Opmeer en bijna een jaar later werd Nijpels per 15 mei 2005 middels Koninklijk Besluit benoemd tot burgemeester van die gemeente. Per 1 juli 2021 zou Nijpels met pensioen gaan. Hij overleed echter op 8 februari 2021 na middernacht vlak voor de deur van zijn huis toen hij naar een brand wilde gaan. Op 18 februari 2021 werd hij postuum benoemd tot ereburger van Opmeer.
Naast zijn nevenfunctie ambtshalve was Nijpels voorzitter van de Raad van Toezicht van Stichting Speciaal Onderwijs Den Helder en
omstreken, secretaris van het algemeen bestuur van Stichting Noorderlicht (toezichthouder Tetrix Bedrijfsopleidingen BV), erevoorzitter van Stichting Landbouwtentoonstelling Opmeer en beschermheer van Theaterkerk Wadway. 